# Festival Internacional de Cinema de Sant Sebastià 1970
La 18a edició del Festival Internacional de Cinema de Sant Sebastià va tenir lloc entre el 5 i el 14 de juliol de 1970. En aquesta edició continuava tenint la categoria A de la FIAPF, és a dir, festival competitiu no especialitzat.

## Desenvolupament
Fou inaugurat el dia 6 de juliol al Museu Sant Telmo en presencia del director del Festival, Miguel de Echarri, el governador civil de Guipúscoa i el director general de Cultura Popular i Espectacles Enrique Thomas de Carranza, i es va projectar fora de concurs They Shoot Horses, Don't They?. El dia 6 es van projectar O Cerco i Utazás a koponyám körül. El dia 7 es va projectar Cabezas cortadas de Glauber Rocha, que fou mal acollida per la crítica, i la soviètica Txaikovski. El dia 8 es van projectar la polonesa Abel, twoj brat i la britànica The Walking Stick, i el dia 9 la japonesa Goyōkin i Too Late the Hero de Robert Aldrich, mentre que a la secció informativa es projectava M*A*S*H de Robert Altman. Paral·lelament al festival es fa la secció retrospectiva de cinema negre i thriller amb 18 pel·lícules de Fritz Lang (6 pel·lícules), Alfred Hitchcock, Otto Preminger, Billy Wilder o Joseph Losey, i en la secció informativa també es van projectar Les coses de la vida de Claude Sautet i El restaurant de l'Alice d'Arthur Penn. El dia 10 es van projectar Certo, certissimo, anzi… probabile i El primer amor, debut en la direcció de l'actor Maximilian Schell. El dia 11 Ecce homo Homolka i Le Boucher, molt ben acollides per la crítica; el dia 12 La moglie più bella, que també gaudí de bones crítiques, i la representant espanyola Aoom de Gonzalo Suárez, que fou qualificada com a "broma pesada" per alguns crítics. El dia 13 es van projectar La balada de Cable Hogue fora de concurs i Ondata di calore, protagonitzada per Jean Seberg. El dia 14 es va projectar Sex Power i Figures in a Landscape (fora de concurs) i després el ministre d'informació i turisme Alfredo Sánchez Bella.

## Jurat oficial
- Fritz Lang
- Péter Bacsó
- Antonio Giorgini
- José López Rubio
- Antonio Mingote
- René Thevenet

## Selecció oficial
Les pel·lícules de la selecció oficial de 1970 foren:
- Abel, twoj brat de Janusz Nasfeter
- Aoom de Gonzalo Suárez
- Cabezas cortadas de Glauber Rocha
- Certo, certissimo, anzi… probabile de Marcello Fondato
- Ecce homo Homolka de Jaroslav Papoušek
- El primer amor de Maximilian Schell
- Figures in a Landscape de Joseph Losey
- Goyōkin de Hideo Gosha
- La moglie più bella de Damiano Damiani
- Le Boucher de Claude Chabrol
- O Cerco d'António da Cunha Telles
- Ondata di calore de Nelo Risi
- Sex Power d'Henri Chapier
- Txaikovski d'Igor Talankin
- La balada de Cable Hogue de Sam Peckinpah  (fora de concurs)
- The Walking Stick d'Eric Till
- They Shoot Horses, Don't They? de Sydney Pollack  (fora de concurs)
- Too Late the Hero de Robert Aldrich
- Utazás a koponyám körül de György Révész

## Palmarès
Els premis atorgats en aquesta edició foren:
- Conquilla d'Or a la millor pel·lícula: Ondata di calore, de Nelo Risi
- Conquilla d'Or (curtmetratge): Hvězda Betlémská, d'Hermína Týrlová
- Conquilla de plata (ex aequo): 
  - El primer amor de Maximilian Schell 
  - Sex Power de Henri Chapier
- Premi Sant Sebastià d'interpretació femenina: Stéphane Audran, per Le Boucher de Claude Chabrol
- Premi Sant Sebastià d'interpretació masculina (ex aequo): 
  - Innokenti Smoktunovski, per Txaikovski d'Igor Talankin 
  - Zoltán Latinovits per Utazás a koponyám körül de György Révész
- Menció especial del Jurat: Txaikovski d'Igor Talankin